# Fjalar (mytologi)
Fjalar är ett namn som förekommer i flera sammanhang i nordisk mytologi. 
Fjalar och Galar är två dvärgar som tillsammans dödar guden Kvaser. Senare dödade de jätten Gilling och dennes hustru. 
Fjalar förekommer också som en dvärg i Valans spådom i den Poetiska Eddans första dikt i vers 16. 
Vidare är, i Valans spådom vers 41, Fjalar en vackert röd tupp i Jotunheim, som när Ragnarök bryter ut gal i Järnskogen som en varningssignal till herden Eggter. Efter tuppen Fjalar fortsätter tuppen Gullinkambe att gala för att väcka gudarna i Asgård. Slutligen hörs när Ragnarök stundar en tredje tupp gala – gudinnan Hels sotröda hane, som i källorna saknar namn.
Fjalar är densamme som Utgårda-Loke enligt Sången om Harbard vers 26 i Poetiska Eddan
Fjalar förekommer även i Hávamál, vers 14, som ett namn på jätten Suttung, som var son till jätten Gilling. 